# Bert Leysen
Bert Leysen (Balen, 8 juni 1920 - Leuven, 17 september 1959) was de eerste programmadirecteur televisie van het N.I.R. (nu VRT) (1953-1959). 
Tijdens de Tweede Wereldoorlog studeerde hij Germaanse Filologie aan de Katholieke Universiteit Leuven. Na zijn studie werd hij radioverslaggever bij het toenmalige N.I.R., en vervolgens hoofd van de spraakmakende regionale Omroep Limburg in Hasselt.
In 1952 werd hij aangeduid om, na een korte stage bij de BBC, het nog geheel onbekende medium televisie op poten te zetten. Op 31 oktober 1953 ging de omroep de ether in, vanuit een piepkleine omgebouwde radiostudio aan het Brusselse Flageyplein. Vanaf het begin zorgden Leysen en zijn medewerkers ondanks uiterst beperkte middelen voor een compleet programmaschema: een eigen journaal, duiding, ontspanning, drama en populaire familieseries zoals Schipper naast Mathilde.
Leysen zag de televisie, blijkens zijn zeldzame publicaties, als een pluralistisch instrument van "volksverheffing". Toch maakten hij en zijn ploeg programma's die bijzonder populair waren. Leysen wilde zijn publiek vooral laten kennismaken met de wereld buiten België. Hij was dan ook een van de medeoprichters van Eurovisie.
Zijn dramatische dood in een verkeersongeval vond in Vlaanderen grote weerklank. Hij liet een vrouw en negen kinderen na, waaronder de tweeling Johan en Frie Leysen. Hij werd als programmadirecteur televisie opgevolgd door Bert Janssens.
Tot in de jaren negentig bekroonde de jaarlijkse "Bert-Leysen-Prijs" tv-producties van de openbare omroep die beantwoordden aan wat genoemd werd het streven van de eerste programmadirecteur: "schoonmenselijkheid, brede verdraagzaamheid, Vlaamse gebondenheid, Europese gerichtheid".